# جيمس كاليس
جيمس كاليس (بالإنجليزية: James Callis)‏ هو ممثل بريطاني، ولد في 4 يونيو 1971 بلندن في المملكة المتحدة.

## أعمال

### أفلام
- (2000) الليالي العربية
- (2001) مذكرات بريدجيت جونز[3]
- (2004)  على حافة المنطق[4]
- (2016) رضيع بريدجت دجونس[5]

### مسلسلات
- باتلستار غالاكتيكا
- ريك ومورتي
- فلاش فورورد
- الليالي العربية

## وصلات خارجية
- جيمس كاليس على موقع IMDb (الإنجليزية)
- جيمس كاليس على موقع روتن توميتوز (الإنجليزية)
- جيمس كاليس على موقع ألو سيني (الفرنسية)
- جيمس كاليس على موقع ميوزك برينز (الإنجليزية)
- جيمس كاليس على موقع أول موفي (الإنجليزية)
- جيمس كاليس على موقع قاعدة بيانات الأفلام السويدية (السويدية)
- جيمس كاليس على موقع ديسكوغز (الإنجليزية)
- جيمس كاليس على موقع قاعدة بيانات الفيلم (الإنجليزية)
- جيمس كاليس على موقع كينوبويسك (الروسية)